# Walter Büchtemann
Walter Büchtemann (* 27. Dezember 1838 in Groß-Oschersleben; † 28. Juli 1886 in Friedrichroda) war ein deutscher Eisenbahndirektor und Reichstagsabgeordneter.

## Leben
Büchtemann studierte an der Ruprecht-Karls-Universität Rechtswissenschaft. 1858 wurde er im Corps Vandalia Heidelberg recipiert. Er absolvierte den preußischen juristischen Vorbereitungsdienst und wurde Direktor der Berlin-Potsdamer Eisenbahn. Er gehörte der Berliner Stadtverordnetenversammlung an und war 1885/86 ihr Vorsteher. 1879–1886 saß er im Preußischen Abgeordnetenhaus.
1881–1884 vertrat er im Reichstag (Deutsches Kaiserreich) den Wahlkreis Magdeburg 4 (Stadt Magdeburg) und die Deutsche Fortschrittspartei.